# Centre Olímpic de Skhiniàs
El Centre Olímpic de Skhiniàs (en grec: Ολυμπιακό Κωπηλατοδρόμιο Σχινιά) és un centre esportiu aquàtic que allotja competicions de piragüisme i rem. Va ser construït amb motiu dels Jocs Olímpics d'Estiu de 2004, disputats a la ciutat d'Atenes (Grècia). El centre és a 43 quilòmetres de la ciutat d'Atenes, a l'est de la ciutat de Marató, i té una superfície d'1,24 quilòmetres quadrats.
El centre fou inaugurat l'agost de 2003 amb la disputa dels Campionats del Món en categoria júnior de rem, si bé la instal·lació no es completà fins al gener de 2004. Als Jocs Olímpics fou la seu de les competicions de piragüisme i rem, i té  una capacitat per a 14.000 espectadors.
La construcció no fou exempta de polèmica, ja que es troba dins del Parc Nacional de Skhiniàs.